# Diocèse de Moukatcheve
Le diocèse de Moukatcheve (en latin : Dioecesis Munkacsiensis Latinorum) est un diocèse catholique d'Ukraine de rite latin de la province ecclésiastique de Lviv des Latins dont le siège est situé à Moukatcheve, dans l'oblast de Transcarpatie. L'évêque actuel est Mykola Luchok (en), depuis 2023.

## Historique

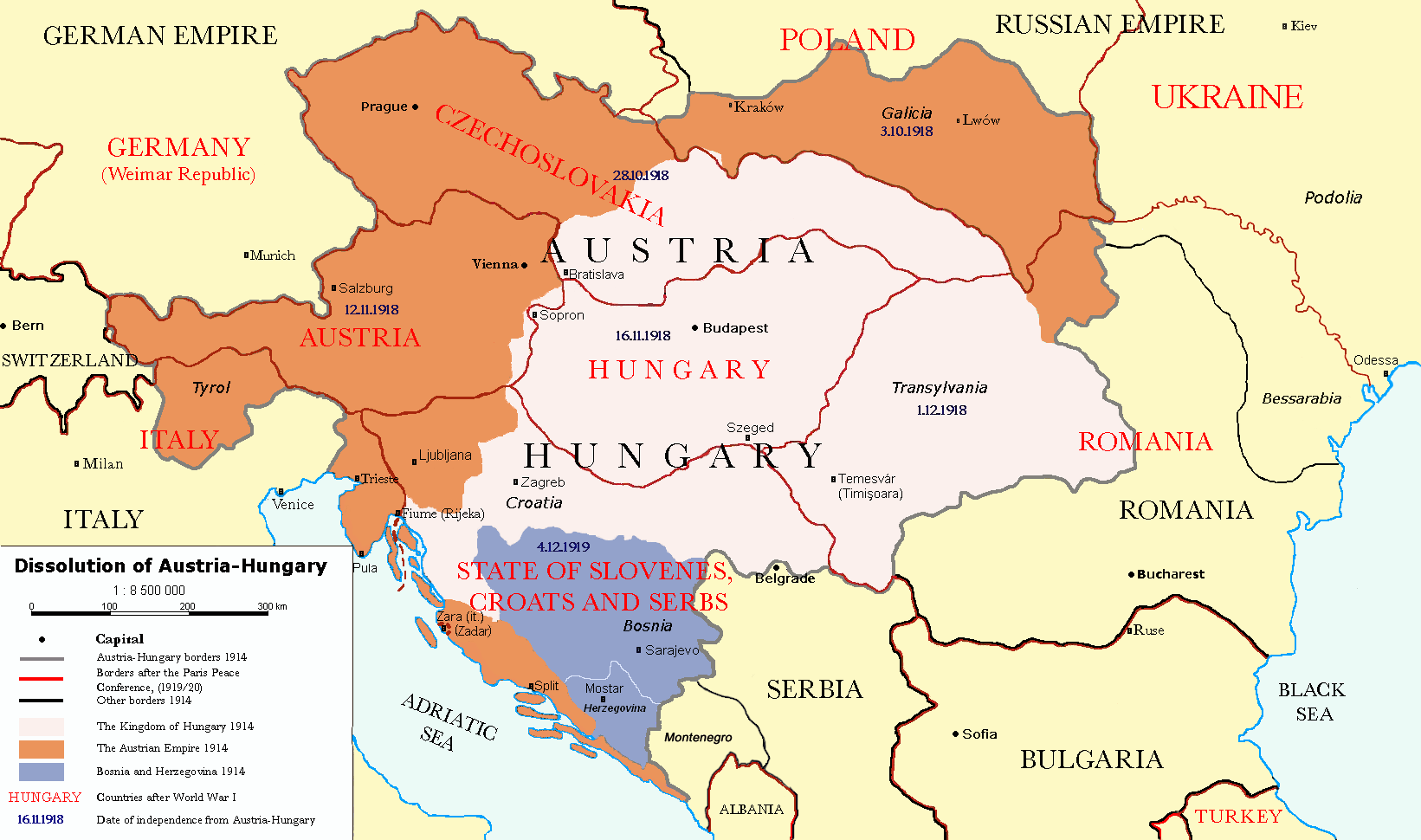
Dissolution de l'Autriche-Hongrie en 1919

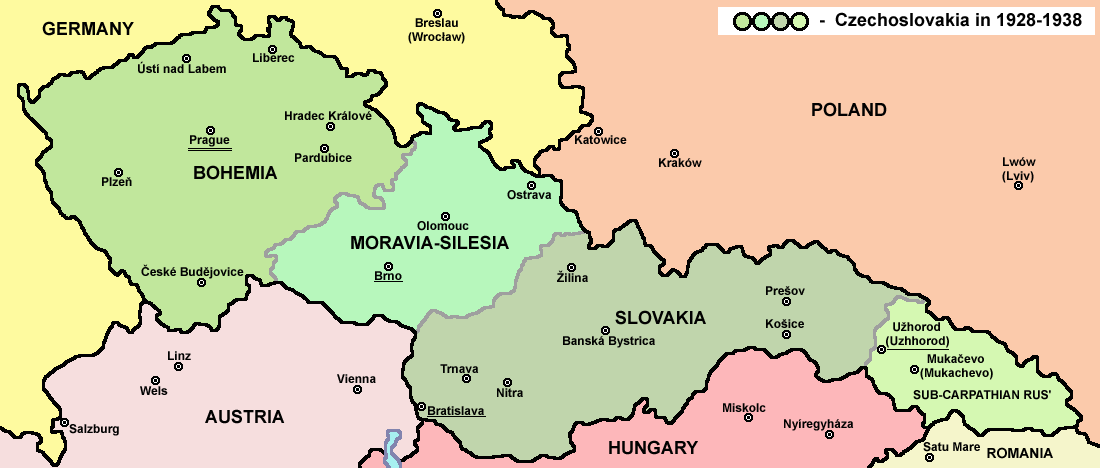
La Tchécoslovaquie entre 1920 et 1938.

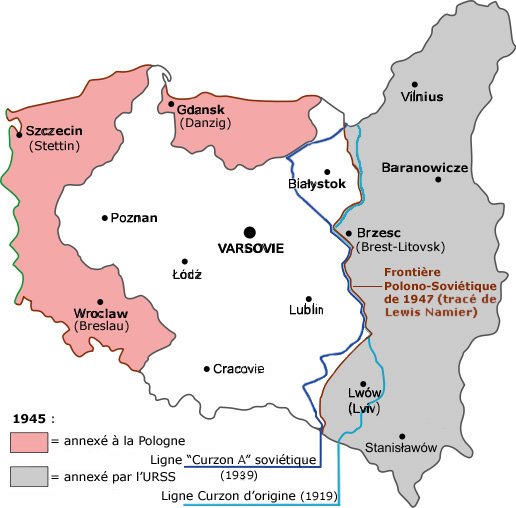
Les frontières de la Pologne en 1939 et 1945

La région a fait partie pendant des siècles du royaume de Hongrie et relevait du diocèse d'Eger à partir de 1346. En 1804, elle dépendait du diocèse de Satu Mare (Szatmár, Satmar).
À la suite de la Première Guerre mondiale, l'Autriche-Hongrie se disloque. Après une tentative d'émancipation de la Ruthénie en 1919, la région est envahie en juin par les troupes hongroises de Béla Kun. En juillet la région rejoint la Tchécoslovaquie après les traités de Saint-Germain-en-Laye (10 septembre 1919) et de Trianon (4 juin 1920).
Lors du démembrement de la Tchécoslovaquie à la suite des accords de Munich et du premier arbitrage de Vienne, la Ruthénie subcarpathique est annexée en deux étapes en 1938 puis 1939 par la Hongrie de l'amiral Horthy, après avoir tenté une seconde fois de s'émanciper le 15 mars 1939. Rendue peu avant la fin de la Seconde Guerre mondiale à la Tchécoslovaquie, elle est aussitôt annexée par l'Union soviétique et attribuée en 1945 à l'Ukraine soviétique devenue indépendante en 1991.
Le 14 août 1993 est créé l'administration apostolique de Transcarpatie dans l'oblast de Transcarpatie en prenant des territoires du diocèse de Satu Mare, en Roumanie.
Le 27 mars 2002, le pape Jean-Paul II a décidé de transformer l'administration apostolique de Transcarpatie en diocèse de Moukatcheve.

## Territoire
Le diocèse couvre l'oblast de Transcarpatie.
Le siège de l'évêché est à Moukatcheve, où se trouve la cathédrale Saint-Martin de Tours (en). 
Le territoire est divisé en 76 paroisses, desservies en 2023 par 37 prêtres et 2 diacres.

## Évêques

### Administrateurs apostoliques
- Antonio Franco, administrateur apostolique, du 14 août 1993 jusqu'au 7 octobre 1997,
- Antal Majnek, administrateur apostolique, du 7 octobre 1997 jusqu'au 27 mars 2002,
- Mykola Luchok, administrateur apostolique, du 28 janvier 2022 au 7 octobre 2023.

### Évêques
- Antal Majnek, O.F.M. (27 mars 2002 - 28 janvier 2022) ;
- Mykola Luchok (en), O.P., depuis le 7 octobre 2023.